# Joe O’Cearuill
Joe O’Cearuill, właśc. Joseph Delpesh O’Cearuill (ur. 17 maja 1987 w Londynie) – irlandzki piłkarz występujący na pozycji obrońcy.
W 2007 wystąpił dwukrotnie w reprezentacji Irlandii.